# کریستین (فیلم ۱۹۵۸)
«کریستین» (انگلیسی: Christine) فیلمی در ژانر درام و رمانتیک به کارگردانی پیر گاسپار-ویت است که در سال ۱۹۵۸ منتشر شد.

## بازیگران
- رومی اشنایدر
- آلن دلون
- میشلین پرل
- ژان-کلود برایلی
- فرنان لودو
- کارل لانگه
- کلاودین اوجر
- دومینیک زاردی